# Kingsmead
Kingsmead är en civil parish i Cheshire West and Chester i Cheshire i England. Orten har 4 892 invånare (2011). Skapad 1 april 2011.